# Corchorus capsularis
Corchorus capsularis är en malvaväxtart som beskrevs av Carl von Linné. Corchorus capsularis ingår i släktet Corchorus och familjen malvaväxter. Inga underarter finns listade i Catalogue of Life. Den används ofta för att framställa jute.

## Bildgalleri

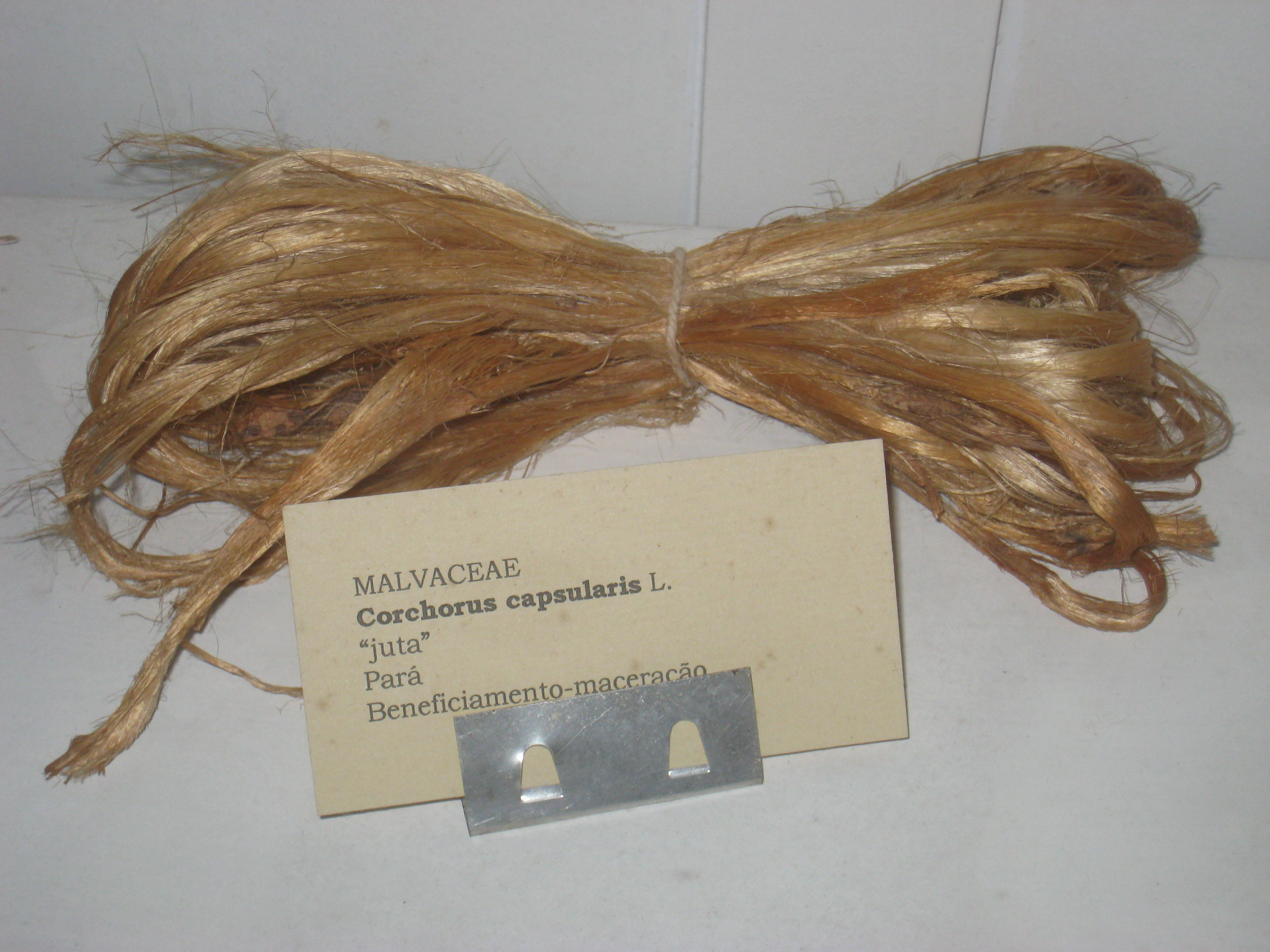
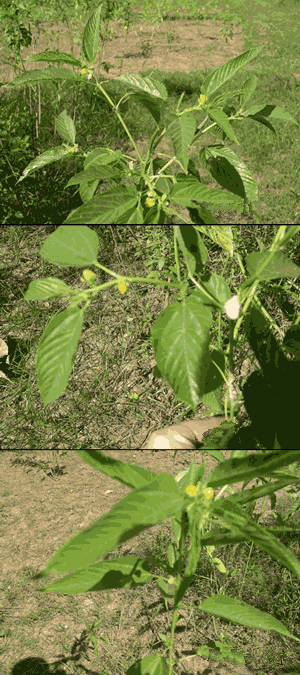
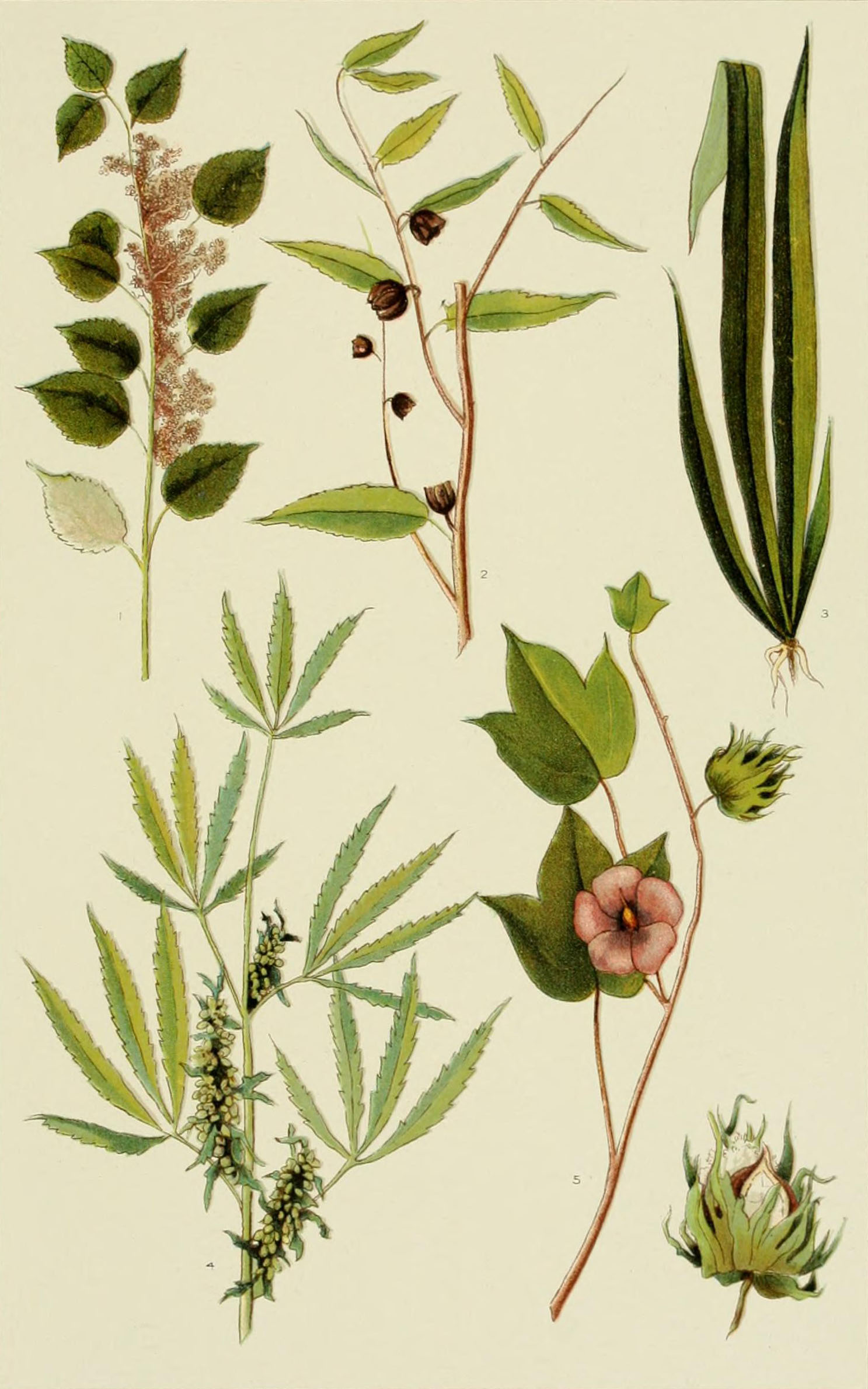
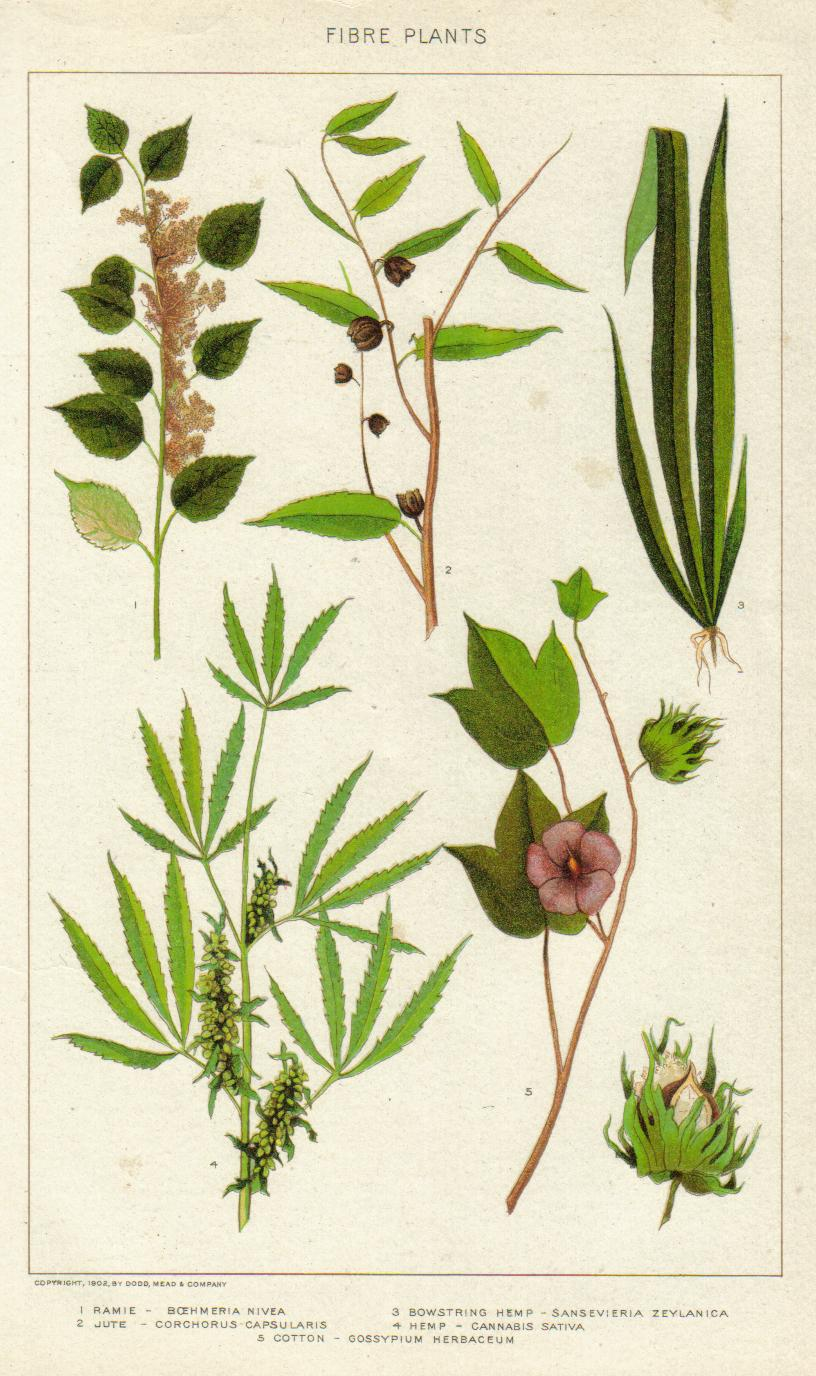
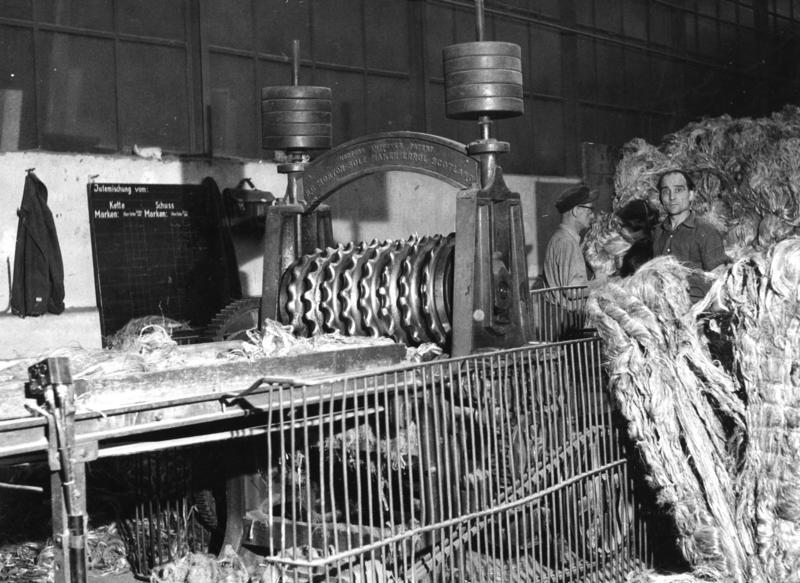
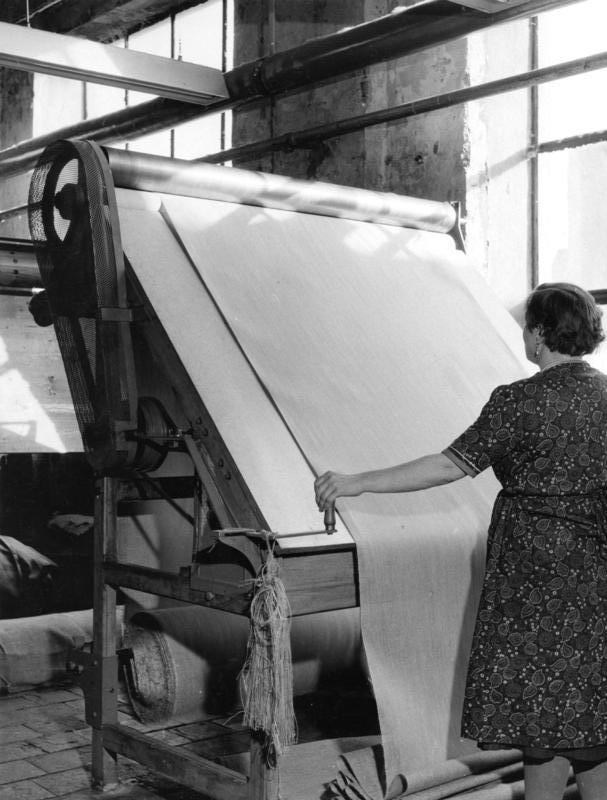